# Elisabeth Fritz (död 1752)
Elisabeth Fritz, född Lenström, död 1752, var en svensk sidenfabrikör.

## Biografi
Elisabeth Fritz var gift med advokatfiskalen Isac Jonas Fritz, med vilken hon hade tre söner. Hennes make grundade år 1731 en sidenmanufaktur, det vill säga en sidenfabrik, Fritziska vävargården vid Surbrunnsgatan, som fick tillstånd 1734. Fabriken var tillsammans med den samtidigt grundade Everlingska fabriken en av de två första i Stockholms sidenindustri, som blomstrade under frihetstiden sedan Kommerskollegium på 1720-talet uttryckligen uppmuntrat grundandet av sådana. Fabriken drevs med hjälp av franska och engelska mästare, som lärde upp de svenska. Fabriken hade ett färgeri på Blekholmen.

### Första verksamhetsperioden
Maken hann inte driva Fritziska fabriken särskilt länge innan han avled år 1737. Fabriken, som då var mycket framgångsrik, övertogs av Elisabeth Fritz, som drev den i tolv års tid. Den blev en av de mest betydande sidenväverierna i Sverige vid 1700-talets mitt. Hon drev ett företag som sysselsatte 65 vävare vid 24 vävstolar under uppsikt av en mästare i sidenvävargården. År 1739 räknade hon sexton manliga och kvinnliga vävare under mästare Daniel Cedermark, förutom bokhållare och pigor; hon sysselsatte också snörmakare som tillverkade band hemifrån, och tre kvinnliga färgare som skötte färgeriet.
Elisabeth Fritz gifte år 1739 om sig med Johan Gustaf Renat, varvid företaget bytte namn till Fritz-Renats manufaktur. Genom sitt omgifte blev Elisabeth Fritz formellt sett omyndig, men det står klart att hon i praktiken fortsatte att fungera som fabrikens direktör.
I hallrättens redogörelse för år 1740 får Elisabeth Fritz ett gott omdöme i en beskrivning av hennes verksamhet:
»Framledne Adwocat Fiscalen Fritz Enkjas, nu Capitainskan fru Elisabeth Renats siden Fabrique i egen gård wid Norr Malms Surbrun, skal effter berättelsen til :sista Riksdag bestådt af 28 st. wäfstohlar, l stor och 2 st. mindre möhlar, til silkes-Rederiet, samt en Engelsk Präss, och egit färgerij på Blekholmen, :tillika med 90 st. arbetare innom wärket, och utom hus af ansenligt förlag uti band wäfwerij på åtskillige ställen här i staden, jemte 2ne stohlar på :ladugårdslandet, til Parkums wäfnad och Bomulls lärffter; men wid besichtningen i detta år, har Rätten icke befunnit l:o mera än 24 st. stohlar i gång, 23 st. :deraf med diverse sidentyger, såsom siden, serger, swart gros de tour, serge du soij, Taffter och näsdukar, och l D:o med Camelott, de öfrige 4 stohlarne stodo :ledige; Noch be-fants l stor Dubbel G-arnmöhl och l D:o mindre Silkes möhl, En Engelsk präss. En Conroijare med messings wals, samt flere nödige wärktyg i godt :stånd. 2:o Til wäfweriet brukas l Swänsk Mästare,. Daniel Cedermark, som är född av hederligit folk, och tillärd wid denna Fabrique under åtskillige Engelske :och Fransyske mästare, som han succe-derat, och nu har til hielp wid arbetet 10 st. swänska Gesäller och 16 st. läro-gossar. 3:o Wid Silkes Rederiet :sysselsättjes innorn hus Twenne läro mödrar och 22 st. Dubblererskor, Spolerskor och Winderskor, samt Utomhus 12 st. Spolerskor. 4:o Färgeriet på Blekholmen, :hwarest all färgning skier til wärkets behof, undantagandes blådt och grönt, som i anseende til blåkypen hos färgerie societeten beställes, består af en Koppar :och en Thenfärg panna, samt bestrides af 2ne Pigor, tilsammans 24 st. stohlar i gång och 65 st. arbetare–––––––––––––––––––– [...] 8:0 Huru Fru Renat har :disponerat det af Manufactur fonden erhåldne understödet til wärkets bästa, lärer hon effter undfången befallning til Riksens Höglofl. Ständers Manufactur :Contoir sjelf aigifva sin ödmjuka berättelse. Jmedlertid, som fru Renat är et mycket drifwande Fruntimmer, och synes hafwa al flit och möda ospard, til ät :förbättra sit wärk, hwartil icke ringa kan bidraga den säkra debit, hon har på större delen af sit tilwärkade gods, hos det af Ost Jndiska Compagniet; så anser :Rätten ibland andra svårigheter, som hafwa hindrat bemelta fru, ät effter sit goda upsåt för kofra sit wärk, det hon, i brist af Marquetenterij på en så :aflägse ort, nödgas, ät hålla alla läro gossarne och större delen af Rederij Folket, som mast äro Flickor, med nödig kost, husrum och warma i denna dyra tiden.»

### Andra verksamhetsperioden
Elisabeth Fritz överlät i början av 1740-talet fabrikens skötsel på sin son Jakob Fritz och Daniel Cedermark. När hon 1744 för andra gången blev änka och därmed myndig, blev hon återigen formellt ledare för företaget. Sidenindustrin gynnades dock så starkt av stadens myndigheter, som gav stora bidrag till grundandet av nya sidenfabriker, att den allt större konkurrensen gav samtliga sidenfabriker svårt att hävda sig utan bidrag från manufakturfonden, och dess bidrag minskade med kriget 1743. Hattpartiet gynnade dock sidenindustrin och tilldelade Fritziska fabriken handelsmannen Johan Gabriel Koschell, delägare i handelshuset Koschell & Conradi, som förläggare, som 1746 försträckte fabriken med silke och andra råvaror. År 1749 kunde varken myndigheter eller Koschell längre upprätthålla fabriken, och hon tvingades detta år gå i konkurs. Elisabet Renat dog i fattigdom med stora skulder tre år senare.
Företaget köptes av Koschell & Conradi (Johan Gabriel Koschell och Georg Conradi) och drevs av Abraham Westman (som köpte det 1778) till 1790 och därefter hans änka Anna Maria Westman till 1801: när sonen Peter Gustaf Westman tog över hade dock företaget knappt 18 anställda kvar.